# Bernard Haller
Pour les articles homonymes, voir Haller.
Bernard Haller est un humoriste et acteur suisse, né le 5 décembre 1933 Genève, et décédé dans cette même ville, le 24 avril 2009,.

## Biographie

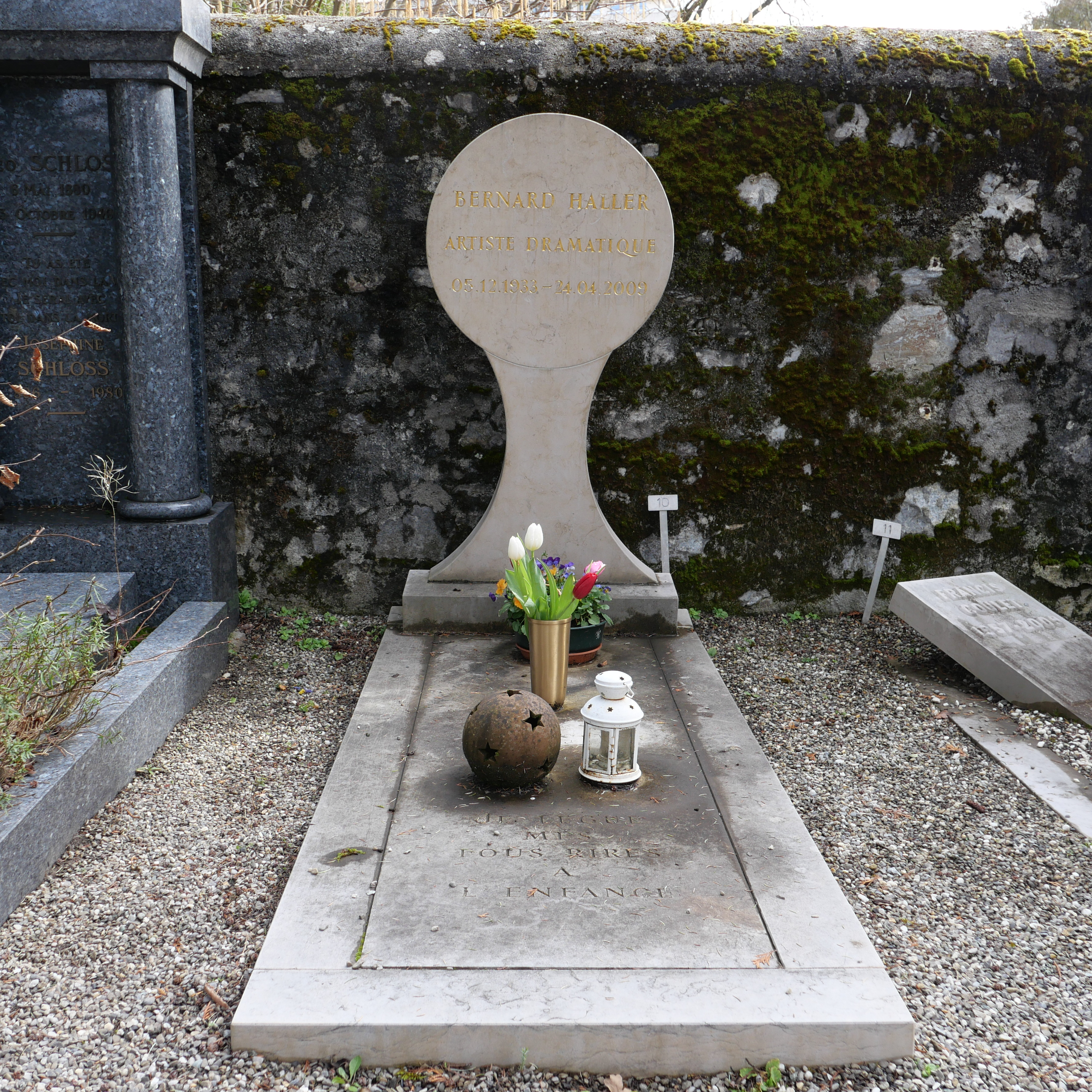
Vue de la sepulture

Bernard Haller reçoit des cours de diction à sept ans par une tante professeur d'art dramatique. Il entame des études de droit et de vétérinaire avant de s'orienter vers le théâtre. Il débute au cabaret Chez Gilles à Lausanne, puis vient à Paris en 1955 dans l'espoir de devenir comédien. Mais « J'ai été chauve très tôt et ça m'a empêché d'être un jeune premier. Je me suis réfugié dans le cabaret. »
Il débute au cabaret de l'Écluse, se produit au Théâtre de la Vieille-Grille, puis joue dans la compagnie de Jacques Fabbri. Comme présentateur, Bernard Haller participe à la première tournée de Sheila nommée La Tournée du siècle, fin 1963 début 1964, où figuraient, en première partie, le groupe Les Surfs et Frank Alamo. Il participe  à la série d'animation Le Manège enchanté, où il fait la voix du chien Pollux.
En 1971, alors qu'Haller songe à abandonner,  Pierre Fresnay, qui dirige le théâtre de la Michodière,  le remarque et, passionné par leur conversation, en oublie son rendez-vous avec sa femme, Yvonne Printemps. 
En 1972 il est lauréat du prix du Brigadier, enchaîne les tournages et se fait un nom en spectacle solo. 160 000 spectateurs de 95 villes l'applaudissent durant sa première tournée. Viennent des succès : Et alors ?, Un certain rire incertain, Salmigondivers, Vis-à-vie, en 1982 à Bobino en utilisant souvent des sketchs à base d'allitérations, comme Coco le concasseur de cacao et du célèbre sketch le Concertiste,  où un pianiste déprimé et minable monologue pendant qu'il exécute Beethoven. 
Dans les années 70, il accède  à une notoriété qui s'effritera la décennie suivante.
Au théâtre, il s'illustre avec Fregoli de Jérôme Savary au palais de Chaillot en 1991, ou Volpone en 2001, au cinéma avec Je sais rien, mais je dirai tout, Signé Furax, Max mon amour, Bonjour l'angoisse, Coup de jeune, La Soif de l'or, à la télévision dans Maigret, Nestor Burma, etc. Il continue le doublage, et fait la voix de Ran Tan Plan le célèbre chien des aventures de Lucky Luke.   
À partir des années 1980, au cinéma et à la télévision, ses rôles sont secondaires.  
Grand fumeur, atteint de graves problèmes pulmonaires, il a choisi de partir : « Il suffit d'une piqûre et de trois ou quatre secondes », avait-il dit à son ami Jean-Claude Carrière trois semaines avant l'acte médical décisif. Bernard Haller meurt le 24 avril 2009. 
Dans un de ses sketchs il annonce son décès ainsi : « Mort d'Haller : merde alors ! »

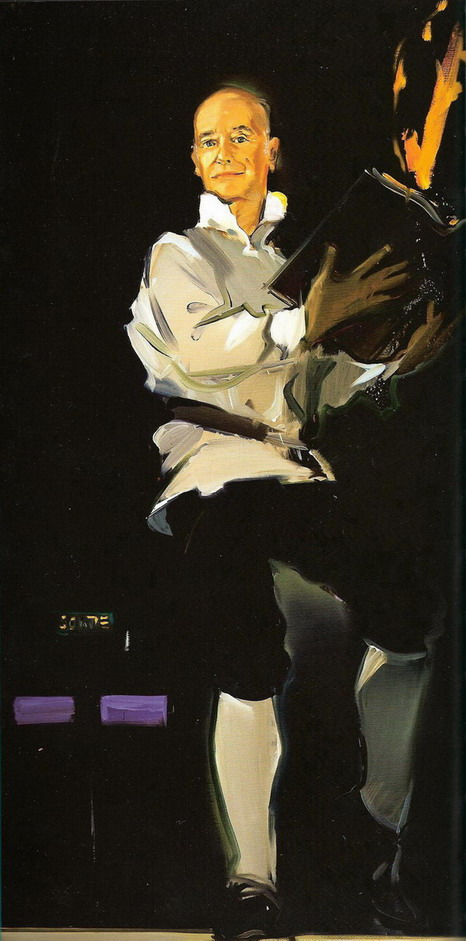
Bernard Haller par Jean Arcelin.

Il venait de sortir un DVD récapitulant son œuvre. Il repose à Chêne-Bougeries (Suisse).

## Filmographie

### Acteur

#### Longs métrages
- 1959 : Sergent X de Bernard Borderie
- 1971 : Le Soldat Laforêt de Guy Cavagnac : L'adjudant
- 1971 : Un autre monde : L'artiste
- 1971 : Le Journal d'un suicidé de Stanislav Stanojevic : L'homme qui ne rit plus
- 1973 : La Vie facile de Francis Warin : Fernand
- 1973 : Je sais rien, mais je dirai tout de Pierre Richard : L'employé à la caisse de chômage
- 1974 : Les Quatre Charlots mousquetaires d'André Hunebelle : Richelieu / Buckingham
- 1974 : Les Charlots en folie : À nous quatre Cardinal ! d'André Hunebelle : Richelieu / Buckingham
- 1976 : Le Diable dans la boîte de Pierre Lary : Gérard Bourdeilles
- 1977 : La Jument vapeur de Joyce Buñuel : Le réalisateur de films publicitaires
- 1978 : Chaussette surprise de Jean-François Davy : Bernard
- 1979 : Les Givrés d'Alain Jaspard : Le médecin
- 1979 : L'Associé de René Gainville : Hellzer
- 1979 : Arrête de ramer, t'attaques la falaise ! / Qu'il est joli garçon l'assassin de papa de Michel Caputo : Le curé
- 1980 : Le Roi des cons de Claude Confortès : Philippe
- 1980 : Signé Furax de Marc Simenon : Edmond Fouvreaux
- 1982 : Le Braconnier de Dieu de Jean-Pierre Darras : Jésus Christ
- 1983 : Credo de Jacques Deray : le commissaire
- 1985 : Max mon amour de Nagisa Oshima : Robert
- 1987 : Sécurité publique de Gabriel Benattar : Commissaire Delavault
- 1987 : Bonjour l'angoisse de Pierre Tchernia : Serveur brasserie
- 1990 : L'opération Corned-Beef de Jean-Marie Poiré : caméo silhouette de François Mitterrand
- 1992 : Coup de jeune de Xavier Gélin : L'aubergiste
- 1992 : Justinien Trouvé, ou le bâtard de Dieu de Christian Fechner : Le juge Cressayet
- 1993 : La Soif de l'or de Gérard Oury : Le comte Muller
- 1994 : Les Péchés mortels (Innocent Lies) de Patrick Dewolf : Georges Montfort
- 1994 : Mo' de Yves-Noël François : Fressengeas
- 2005 : Les Poupées russes de Cédric Klapisch : Michel Hermann, l'éditeur
- 2005 : Les Aiguilles rouges de Jean-François Davy : Le grand-père de Jean-Pierre
- 2005 : Coup de sang de Jean Marbœuf : Louis
- 2006 : Sa Majesté Minor de Jean-Jacques Annaud : Cataractos, le devin

#### Courts métrages
- 1966 : La Grimace de Bertrand Blier
- 1986 : Le Bridge de Gilles Dagneau
- 2004 : For intérieur de Patrick Poubel : Mimi
- 2005 : Le Manie-Tout de Georges Le Piouffle
- 2005 : Le Temps des cerises de Jean-Julien Chervier : Jacques
- 2005 : Dernier instant de Stéphanie Sphyras
- 2008 : Dark Elevator : un employé dans l'ascenseur

#### Doublage
Cinéma
- 1961 : Cartouche : le perroquet
- 1977 : La Ballade des Dalton : Rantanplan
- 1983 : Les Dalton en cavale : Rantanplan
- 1994 : Ed Wood : Bela Lugosi (Martin Landau)

Télévision
- 1964 : Le Manège enchanté : Pollux (1re voix)
- 1983 : Lucky Luke : Rantanplan (1re voix)

#### Télévision
- 1975 : Jack (série) : Augustin
- 1976 : Voici la fin mon bel ami : Valéas
- 1980 : L'Âge bête : Docteur Chaillous
- 1980 : Le Bouffon de Guy Jorré : Lajoie
- 1981 : Un dessert pour Constance : Cyril Saint-Cyril
- 1981 : Ce monde est merveilleux : Octave Mignon
- 1982 : Les Scénaristes ou Les aventures extraordinaires de Robert Michon : Victor
- 1982 : L'Accompagnateur : Thomas
- 1982 : La Dame de cœur : Polard
- 1983 : Credo de Jacques Deray : le commissaire
- 1984 : Le Sexe faible : Antoine
- 1990 : Imogène et la veuve blanche : M. Kermadec
- 1990 : Héritage oblige (série) : M. Juvisy
- 1993 : Chambre froide : Thévenin
- 1993 : Nestor Burma (série télévisée), saison 2, épisode 7 : Retour au bercail : Commissaire Fuetter
- 1994 : Eugénie Grandet : Abbé Cruchot
- 1994 : Couchettes express : Jean-Bernard Bonassieu
- 1996 : Baloche : Harry Jackson
- 1997 : Maigret et l'improbable Monsieur Owen : M. Louis
- 1998 : L'Alambic : La Grenouille
- 1999 : Un bonheur si fragile
- 2000 : Toute la ville en parle : M. Serrant
- 2000 : Julien l'apprenti de Jacques Otmezguine : Clavier
- 2001 : Les Cordier, juge et flic (Saut périlleux) de Gilles Béhat : Delage
- 2002 : La Bataille d'Hernani de Jean-Daniel Verhaeghe : l'auteur de pièce antique
- 2003 : Les Thibault de Jean-Daniel Verhaeghe (feuilleton) : le proviseur
- 2004 : Papa est formidable de Dominique Baron : Paul
- 2005 : La Crim' (S7, ép.12, crime de sang ) : le juge Lagrange
- 2005 : Galilée de Jean-Daniel Verhaeghe : Maître Marino
- 2009 : L'Abolition de Jean-Daniel Verhaeghe : Académicien

### Scénariste
- 1981 : Le Bouffon (TV)
- 1982 : L'Accompagnateur (TV)

## Théâtre
- 1961 : Brouhaha de George Tabori, mise en scène Jacques Fabbri, Théâtre de la Renaissance
- 1971 : Et alors ? de Bernard Haller, Théâtre de la Michodière
- 1972 : Et alors ? de Bernard Haller, Théâtre de la Michodière
- 1985 : L'âge de Monsieur est avancé de Pierre Etaix, mise en scène Jean Poiret, Comédie des Champs-Élysées
- 1987 : Époque épique de Bernard Haller et Jean-Claude Carrière, théâtre Édouard VII
- 1991 : Fregoli de Patrick Rambaud
- 1998 : Ardèle ou la Marguerite de Jean Anouilh, mise en scène Pierre Franck, Théâtre de l'Atelier, Théâtre des Célestins

## Publications
- Dits et inédits, aux éditions Stock.
- Le visage parle, aux éditions Balland. 1988.

## Distinctions

### Récompenses
- 1972 : Prix du Brigadier pour Et alors, Théâtre de la Michodière
- 1975 : Prix de la Société des auteurs et compositeurs dramatiques[8]

### Décorations
- Commandeur de l'ordre des Arts et des Lettres. Il est fait commandeur lors de la promotion du 14 novembre 1995[9].

### DVD
- Haller… hilare, rétrospective de 173 minutes parue fin 2008 en Suisse, avec 26 sketches, interviews et extraits de films.